# Carlton Cuse
Carlton Cuse (Ciudad de México, México, 22 de marzo de 1959) es un guionista y productor de televisión. Aunque es originario de México, Carlton Cuse creció en Boston y Orange County, California. Fue a la Universidad de Harvard, dónde ser graduó de historiador estadounidense. Él comenzó su carrera en películas como ejecutivo de desarrollo, después formó una sociedad con el escritor Jeffrey Boam. Trabajando con Boam, Cuse ha ayudado a desarrollar películas como Lethal Weapon 2, Lethal Weapon 3 e Indiana Jones y la Última Cruzada (Indiana Jones and the Last Crusade).
En la televisión, Cuse comenzó su carrera de escritor en la serie de Michael Mann, Crime Story. Él es el cocreador y el productor ejecutivo de la serie críticamente aclamada de la Fox, The Adventures of Brisco County, Jr. Él creó y produjo las seis temporadas de Nash Bridges. Él también creó y produjo Martial Law de la CBS.
Cuse fue el productor ejecutivo de Lost, junto con Damon Lindelof hasta el año 2010. Por esta labor ha ganado un premio Emmy, un Globo de Oro y premios de los sindicatos de Productores (Producers Guild) y Escritores (Writers Guild) de los Estados Unidos. También obtuvo dos nominaciones a los premios Emmy como guionista de Lost.
Fue el director, productor y guionista en la serie original de Netflix, The Returned, que a su vez es un remake de la serie francesa Les Revenants. La serie fue cancelada el 15 de junio de 2015.

## Episodios enLost
- "Corazones y Mentes" (Temporada 1, Episodio 13) junto con Javier Grillo-Marxuach.
- "Deudas e Intervención" (Temporada 1, Episodio 19) junto con Damon Lindelof.
- "Éxodo - Parte 1" (Temporada 1, Episodio 23) junto con Damon Lindelof.
- "Éxodo - Parte 2" (Temporada 1, Episodio 24) junto con Damon Lindelof.
- "Éxodo - Parte 3" (Temporada 1, Episodio 25) junto con Damon Lindelof
- "...Y Encontrados" (Temporada 2, Episodio 5) junto con Damon Lindelof.
- "Los Otros 48 Días" (Temporada 2, Episodio 7) junto con Damon Lindelof.
- "El Salmo 23" (Temporada 2, Episodio 10) junto con Damon Lindelof.
- "Uno de Ellos" (Temporada 2, Episodio 14) junto con Damon Lindelof.
- "Encerrados" (Temporada 2, Episodio 17) junto con Damon Lindelof.
- "?" (Temporada 2, Episodio 21) junto con Damon Lindelof.
- "Vive Acompañado, Muere Solo - Parte 1" (Temporada 2, Episodio 23) junto con Damon Lindelof.
- "Vive Acompañado, Muere Solo - Parte 2" (Temporada 2, Episodio 24) junto con Damon Lindelof.
- "Otras Instrucciones" (Temporada 3, Episodio 3) junto con Elizabeth Sarnoff.
- "Acepto" (Temporada 3, Episodio 6) junto con Damon Lindelof.
- "No en Portland" (Temporada 3, Episodio 7) junto con Jeff Pinkner.
- "Introduzca 77" (Temporada 3, Episodio 11) junto con Damon Lindelof.
- "Uno de Nosotros" (Temporada 3, Episodio 16) junto con Drew Goddard.
- "The Brig" (Temporada 3, Episodio 19) junto con Damon Lindelof.
- "A través del espejo" (Temporada 3, Episodio 22) junto con Damon Lindelof.
- "El incidente" (Temporada 5, Episodio 16/17) junto con Damon Lindelof.
- "LAX" (Temporada 6, Episodio 1/2) junto con Damon Lindelof.

- Datos: Q443440
- Multimedia: Carlton Cuse / Q443440